# Ума (Сумер)
Ума је био древни град у Сумеру. 

## Историја
Ума се по први пут спомиње током владавине аванског краља Месилима који је владао над Умом, Адабом и Лагашом. Документован је сукоб између Лагаша и Уме за време Еанатума од Лагаша око плодне долине Гуеден коју је заузео проширујући тако своју државу. О томе сведочи позната Стрела Јастребова. Доста података о овом граду дају нам глинене плочице из периода од Уша до Ила (2400-2336. п. н. е.). Енси Уме био је познати владар Лугалзагази. 